# Kir (napój)

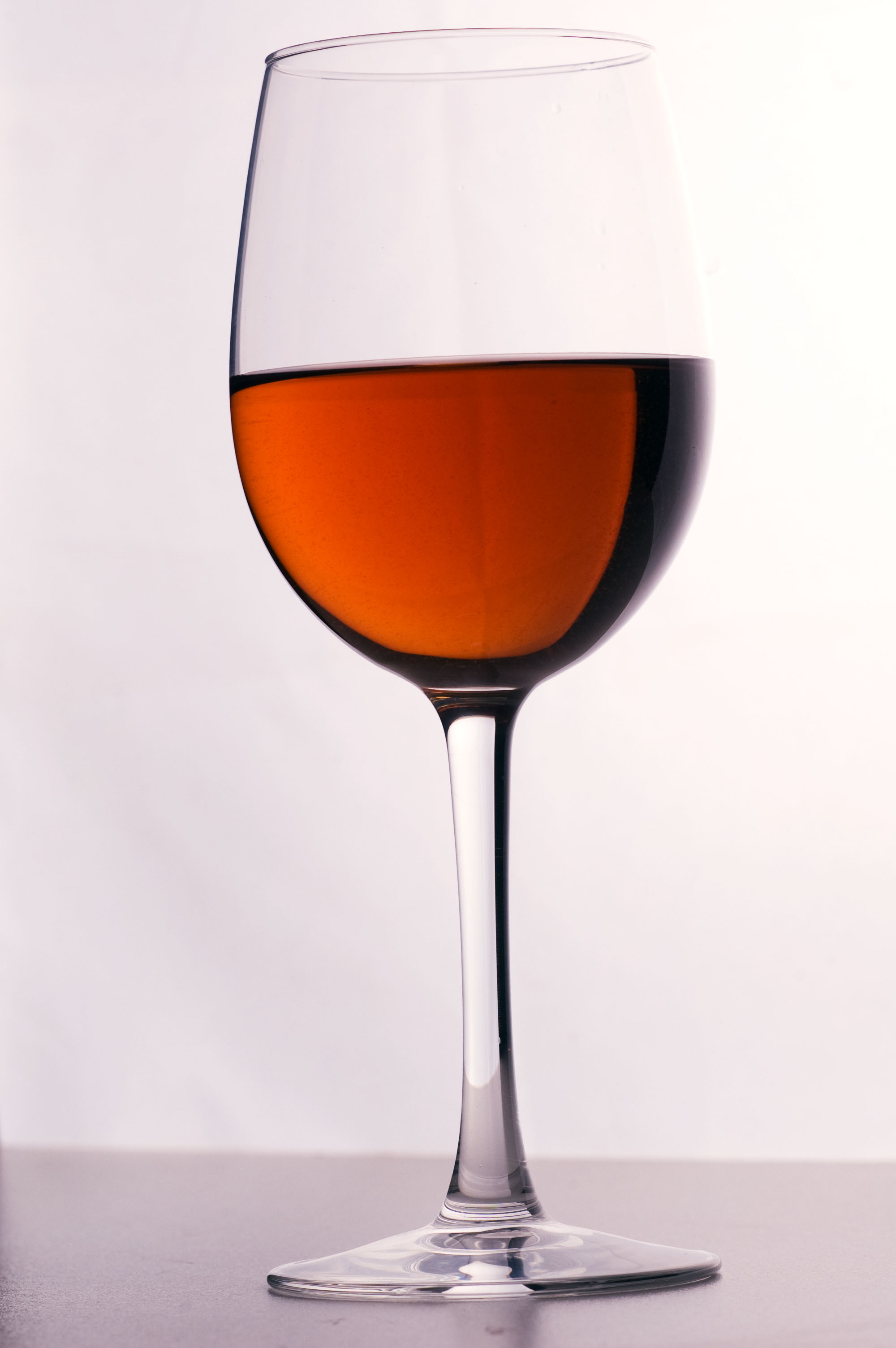
Kir

Kir – koktajl alkoholowy, należący do aperitifów. Składa się z białego wina i crème de cassis (likieru z czarnej porzeczki z Dijon). Nazwa pochodzi od nazwiska mera Dijon, Félixa Kira. 
Zwykły kir składa się z białego wytrawnego wina Bourgogne Aligoté i likieru z czarnej porzeczki z Dijon. Obecnie tylko jedna firma w Dijon – Lejay-Lagoute – ma prawo do produkcji likieru wchodzącego w skład oryginalnego kiru. Początkowo proporcje wynosiły 2/3 wina i 1/3 likieru, obecnie wyewoluowały w stronę 3/4 wina i 1/4 likieru. Użycie innych składników, np. białego wina innego niż biały burgund ze szczepu Aligoté czy wyprodukowanego gdzie indziej likieru porzeczkowego sprawia, że koktajl traci nazwę kir i jest we Francji nazywany „blanc-cassis”, czyli „białe [wino] z czarną porzeczką”. W wielu barach i restauracjach można również spotkać warianty smakowe „blanc-cassis”, najczęściej z likierem brzoskwiniowym i jeżynowym.
Odmianą kiru jest kir royal, w którym białe wino jest zastąpione przez szampan.